# Leptothorax semenovi
Leptothorax semenovi är en myrart som beskrevs av Mikhail Dmitrievich Ruzsky 1903. Leptothorax semenovi ingår i släktet smalmyror, och familjen myror. Inga underarter finns listade i Catalogue of Life.